# Dong Nai (rivier)
De Đồng Nai (Vietnamees: Sông Đồng Nai) is een rivier in Vietnam. Het is de grensrivier tussen de provincies Đồng Nai en Bình Dương en tussen Đồng Nai en Ho Chi Minhstad. De rivier ontspringt in de Centrale Hooglanden (Tây Nguyên) van Vietnam. Dit is het hoogland op de grens met Cambodja.
In de provincie Đồng Nai stroomt het in het meer Hồ Trị An, om ter hoogte van An Viễn verder te stromen in de richting van de stad Ho Chi Minhstad, alwaar het samen met de Sài Gòn in de rivier Nhà Bè stroomt. De rivier is ongeveer 586 kilometer lang.
- Virtual International Authority File: 241910369